# Dead Can Dance
Dead Can Dance es un grupo musical británico-australiano formado en Melbourne en 1981 por el británico Brendan Perry y la australiana Lisa Gerrard. La banda se asentó en Londres en mayo de 1982. Es una de las bandas de culto más importantes de las escenas del rock gótico, dark wave, post-punk y world music.
El historiador de la música australiano Ian McFarlane describe el estilo de Dead Can Dance como «paisajes sonoros construidos de grandeza fascinante y solemne belleza; polirritmias africanas, folklore gaélico, canto gregoriano, mantras de Oriente Medio y art rock».
Después de haberse disuelto en 1998, la banda se reunió brevemente en 2005 para una gira mundial y se reformó en 2011, publicando un nuevo álbum (Anastasis) y embarcándose en varias giras.

## Historia
Dead Can Dance se formó en Melbourne en el año 1981 estableciéndose inicialmente en Australia. Al no tener grandes perspectivas de éxito en ese país, se trasladaron a Londres, donde tras un año firmaron para el legendario sello de rock alternativo 4AD, convirtiéndose en una de sus bandas más importantes. Continuaron trabajando juntos hasta adentrados los años 1990, cuando comenzaron a trabajar por separado. Lisa Gerrard retornó a Australia, mientras Brendan Perry se fue a Irlanda, lugar en que compró una vieja iglesia, Quivy Church, en la cual vive y trabaja.
Asignar un género musical a Dead Can Dance es difícil, puesto que su estilo era particularmente ecléctico. Sin embargo, aunque a menudo sus primeros trabajos son clasificados como música gótica, los propios miembros han desmentido esto. Cada uno de los discos del grupo está influenciado por una o varias culturas, líneas estéticas y movimientos musicales desde lo más antiguo como los cantos gregorianos y la música tradicional persa. Sin embargo, siempre mantienen raíces en la música étnica antigua. Sus últimos discos son extraordinariamente diferentes a los tres primeros.
El nombre Dead Can Dance significa poner vida nuevamente dentro de algo que está muerto, o que hace mucho no ha sido utilizado. Algunos de los instrumentos que usan son antiguos o poco frecuentes en la música occidental. Quizás lo primero que debemos tratar de descifrar antes de hablar de Dead Can Dance, es el origen y significado de su nombre, el que según declaraciones de Gerrard y Perry nace de un extenso proceso de meditación, ante la necesidad de inyectar nueva vida a música e instrumentos que podían ser considerados como muertos y obsoletos. Es precisamente esta interpretación la que justifica la utilización de toda una gama de elementos musicales, que van desde los más comunes, como lo son la guitarra, los teclados, la percusión y los sintetizadores, hasta otros de matices mucho más clásicos, como la gaita, el violín, el violonchelo, la tuba, el yangqin o la zanfoña

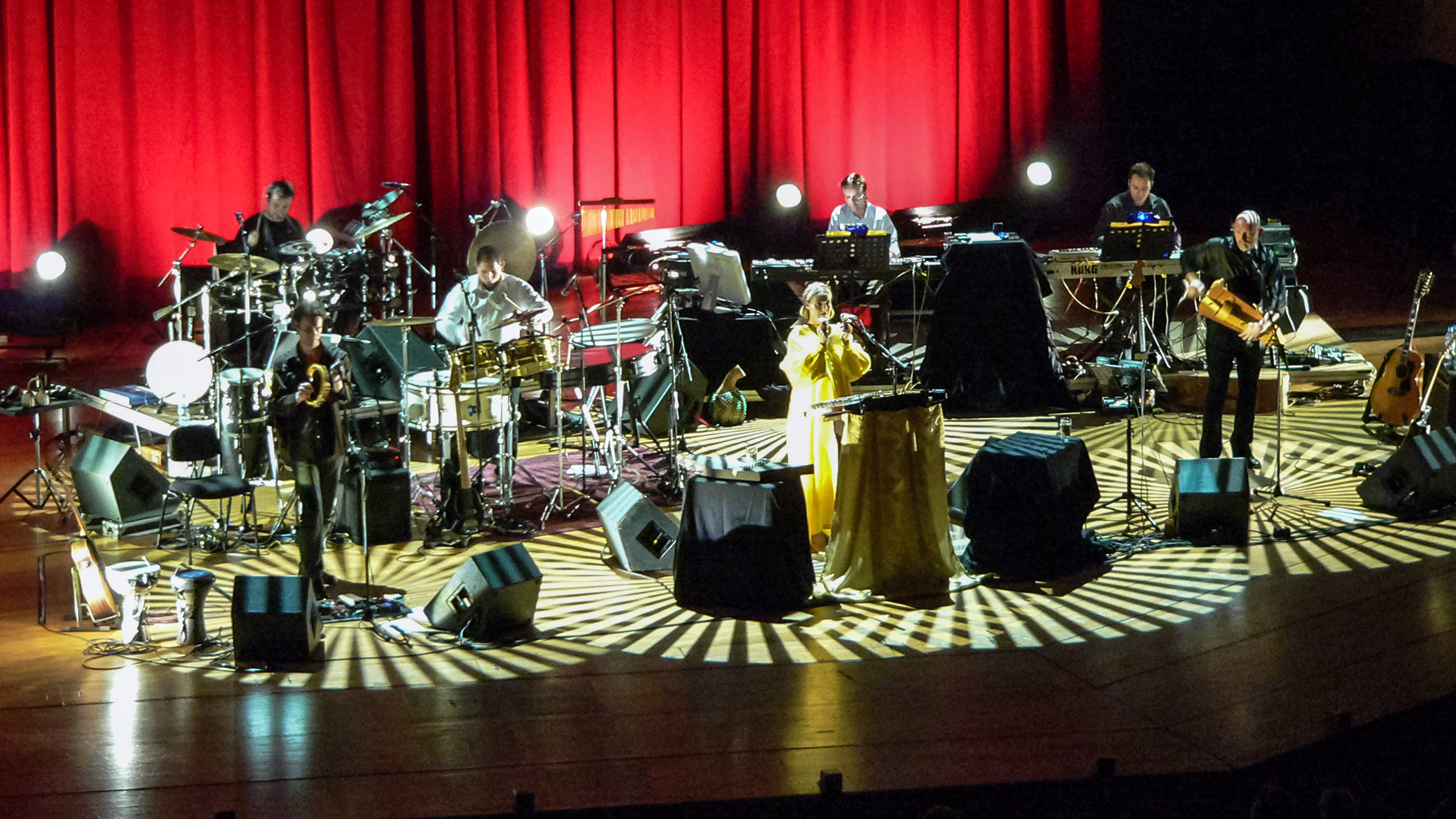
Concierto en Múnich el 27 de marzo de 2005.

Se separaron temporalmente en 1998 y se reunieron para una gira por Europa, Canadá, Estados Unidos y México en 2005. Aprovecharon esa gira para publicar su disco recopilatorio Memento, siguiendo la estela en versión reducida del que editaron en 2001 que se suponía que iba a ser su despedida Box Set.
Brendan prometió un álbum y una gira para el 2012, y cumplió con su palabra, ya que el 8 de agosto de 2012 arrancó una nueva gira mundial que promocionó su álbum Anastasis (2012), lanzado en agosto de ese mismo año.
La canción The Host of Seraphim perteneció a la banda sonora de las películas Baraka, The Mist y Ga'Hoole: la leyenda de los guardianes.

## Miembros

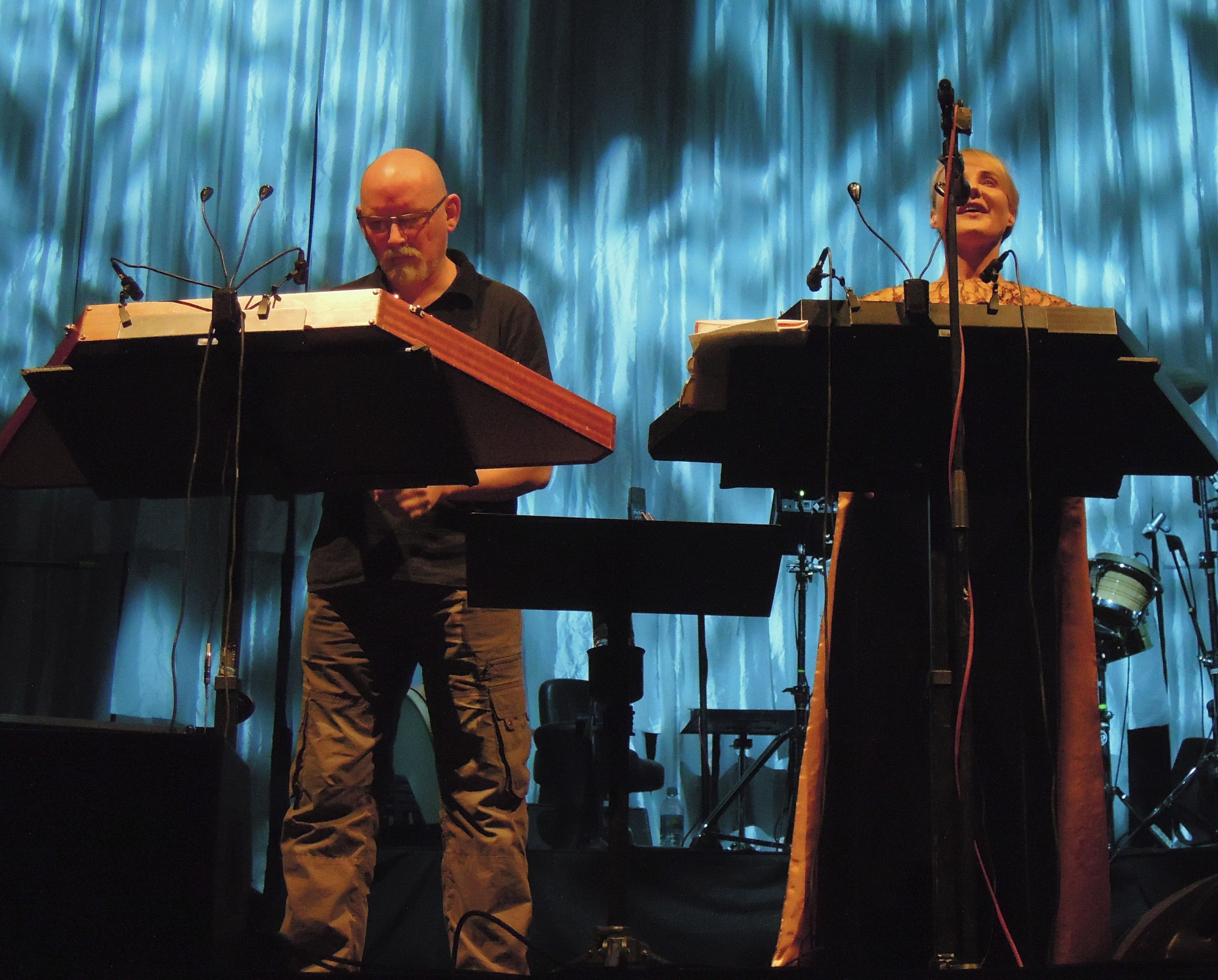
Brendan Perry y Lisa Gerrard, dos de los miembros fundadores originales de Dead Can Dance durante un concierto.

- Brendan Perry
- Lisa Gerrard

## Discografía

### Álbumes
- Dead Can Dance (1984)
- Spleen and Ideal (1985)
- Within the Realm of a Dying Sun (1987)
- The Serpent's Egg (1988)
- Aion (1990)
- Into the Labyrinth (1993)
- Toward the Within (en vivo) (1994)
- Spiritchaser (1996)
- Anastasis (2012)
- Dionysus (2018)

### Sencillos
- Mushin (2021)

### Recopilatorios
- A Passage in Time (1991)
- Box set (3CD's) (1981-1998) (2001)
- Wake The Best of Dead Can Dance (2003)
- Memento The Very Best of Dead Can Dance (2005)

## Videografía

### Conciertos
- Toward the Within (1994)
- In Concert (2013)

### Contribuciones
- Lonely Is an Eyesore (compilación de 4AD, 1987)
- All Virgos Are Mad (compilación de 4AD, 1994)
- Gladiator (banda sonora) (Banda sonora Decca Records, 2000)
- Legend of the Guardians  (Banda sonora) 2010)